# سنجان تپه
سنجان تپه مربوط به دوران‌های تاریخی پس از اسلام است و در شهرستان قروه، بخش چهاردولی، روستای بابا شید الله واقع شده و این اثر در تاریخ ۲۵ اسفند ۱۳۷۹ با شمارهٔ ثبت ۳۵۸۰ به‌عنوان یکی از آثار ملی ایران به ثبت رسیده است.